# تشابه المفردات
في اللسانيات, تشابه المفردات هو قياس درجة تشابه مجموعتين من الكلمات للغتين. تشابه المفردات لـ 1 أو (100%) يعني ان التداخل التام بين مفردات المعاني للغتين، أما 0 فتعني أنه لا توجد كلمات مشتركة.
هناك طرق مختلفة لتحديد تشابه المفردات والنتائج تبعا لذلك. على سبيل المثال، طريقة ايثنولوج تتكون في المقارنة بين مجموعة موحدة من قوائم الكلمات وحساب تلك الأشكال التي تظهر التشابه في الشكل والمعنى. بهذه الطريقة الإنجليزية لها تشابه مفردات بنسبة 60% مع الألمانية و 27% مع الفرنسية.
تشابه المفردات يمكن استخدامها لتقييم درجة العلاقة الوراثية بين لغتين. النسب المئوية أعلى من 85% عادة ما تشير إلى أن اللغتين اللذان تتم مقارنتهما هما لهجات مترابطة.
تشابه المفردات هو واحد فقط إشارة من المتبادلة وضوح من اللغتين، لأن هذا الأخير يعتمد أيضا على درجة من phonetical, الصرفية والنحوية التشابه. ومن الجدير بالذكر أن الاختلافات بسبب اختلاف wordlists تزن على هذا. على سبيل المثال، المعجمية التشابه بين الفرنسية والإنجليزية كبير في المعجمية المجالات المتعلقة بالثقافة، في حين أن التشابه هو أصغر بقدر الأساسية (وظيفة) الكلمات هي المعنية. على عكس الوضوح المتبادل فإن تشابه المفردات لا يمكن إلا أن تكون متناظراً.

## اللغات الهندواوربية
ويبين الجدول أدناه بعض المفردات تشابه القيم أزواج مختارة من اللغات الرومانية، الجرمانية واللغات السلافية، وقد جمعت ونشرت من قبل إثنولوج.
| رمز اللغة       | اللغة الأولى↓   | معامل تشابه المفردات | معامل تشابه المفردات | معامل تشابه المفردات | معامل تشابه المفردات | معامل تشابه المفردات | معامل تشابه المفردات | معامل تشابه المفردات | معامل تشابه المفردات | معامل تشابه المفردات | معامل تشابه المفردات | معامل تشابه المفردات |
| --------------- | --------------- | -------------------- | -------------------- | -------------------- | -------------------- | -------------------- | -------------------- | -------------------- | -------------------- | -------------------- | -------------------- | -------------------- |
| الكاتالانية     | الإنجليزية      | الفرنسية             | الألمانية            | الايطالية            | البرتغالية           | الرومانية            | الرومانشية           | الروسية              | السردينية            | الاسبانية            |                      |                      |
| cat             | الكاتالانية     | 1                    | -                    | -                    | -                    | 0.87                 | 0.85                 | 0.73                 | 0.76                 | -                    | 0.75                 | 0.85                 |
| eng             | الانجليزية      | -                    | 1                    | 0.27                 | 0.60                 | -                    | -                    | -                    | -                    | 0.24                 | -                    | -                    |
| fra             | الفرنسية        | -                    | 0.27                 | 1                    | 0.29                 | 0.89                 | 0.75                 | 0.75                 | 0.78                 | -                    | 0.80                 | 0.75                 |
| deu             | الالمانية       | -                    | 0.60                 | 0.29                 | 1                    | -                    | -                    | -                    | -                    | -                    | -                    | -                    |
| ita             | الايطالية       | 0.87                 | -                    | 0.89                 | -                    | 1                    | -                    | 0.77                 | 0.78                 | -                    | 0.85                 | 0.82                 |
| por             | البرتغالية      | 0.85                 | -                    | 0.75                 | -                    | -                    | 1                    | 0.72                 | 0.74                 | -                    | -                    | 0.89                 |
| ron             | الرومانية       | 0.73                 | -                    | 0.75                 | -                    | 0.77                 | 0.72                 | 1                    | 0.72                 | -                    | 0.74                 | 0.71                 |
| roh             | الرومانشية      | 0.76                 | -                    | 0.78                 | -                    | 0.78                 | 0.74                 | 0.72                 | 1                    | -                    | 0.74                 | 0.74                 |
| rus             | الروسية         | -                    | 0.24                 | -                    | -                    | -                    | -                    | -                    | -                    | 1                    | -                    | -                    |
| srd             | السردينية       | 0.75                 | -                    | 0.80                 | -                    | 0.85                 | -                    | 0.74                 | 0.74                 | -                    | 1                    | 0.76                 |
| spa             | الاسبانية       | 0.85                 | -                    | 0.75                 | -                    | 0.82                 | 0.89                 | 0.71                 | 0.74                 | -                    | 0.76                 | 1                    |
| الكاتالانية     | الإنجليزية      | الفرنسية             | الألمانية            | الايطالية            | البرتغالية           | الرومانية            | الرومانشية           | الروسية              | السردينية            | الاسبانية            |                      |                      |
| اللغة الثانية → | اللغة الثانية → | cat                  | eng                  | fra                  | deu                  | ita                  | por                  | ron                  | roh                  | rus                  | srd                  | spa                  |

ملاحظات:
- رموز اللغة هي من معيار ISO 639-3.
- إثنولوج لا تحدد أي تنوع من سردينيا تم حسابه.
- "-" يدل على أن المقارنة بين البيانات غير متوفرة.
- في حالة تشابه المفردات اللغة الإنجليزية-الفرنسية، على الأقل دراستين أخرى[3][4] تقدر عدد من الكلمات الإنجليزية الموروثة مباشرة من الفرنسية بـ 28.3% و 41% على التوالي (القيم من الدراستين على التوالي)، وعلى التوالي 28.24% و 15% من الكلمات الإنجليزية مشتقة من اللاتينية، بوضع تشابه المفردات الإنجليزي-الفرنسي في حوالي 0.56 وهو اقل من تشابه المفردات بين الإنجليزية-الألمانية. دراسة أخرى قدرت عدد الكلمات الإنجليزية ايطالية الأصل بـ 51%، بما يتفق مع التحليلين السابقين.[5]

## روابط خارجية
- Most similar languages